# گونار یانسون
گونار یانسون (انگلیسی: Gunnar Jansson; ۱۷ ژوئیهٔ ۱۹۰۷ – ۱۳ مهٔ ۱۹۹۸) بازیکن فوتبال اهل سوئد بود.
وی همچنین در تیم ملی فوتبال سوئد بازی کرده‌است.